# Славновское сельское поселение (Крым)
Славновское се́льское поселе́ние (укр. Славнівське сільське поселення, крымскотат. Славное кой юрту, Бакъкъал кой юрту) — муниципальное образование в составе Раздольненского района Республики Крым России.

## География
Поселение расположено на северо-западе района, в степном Крыму, выходя на севере к берегу Каркинитского залива Чёрного моря, примыкает западе к Черноморскому району. Граничит на востоке со Славянским и на юге с Берёзовским сельскими поселениями .
Площадь поселения 178,79 км².
Основные транспортные магистрали: автодороги 35К-012 Черноморское — Воинка и 35Н-431 Славное — Берёзовка (по украинской классификации — Т-0107 и С-0-11111).

## Население
| 2001  | 2014  | 2015  | 2016  | 2017  | 2018  | 2019  |
| ----- | ----- | ----- | ----- | ----- | ----- | ----- |
| 2419  | ↘1694 | ↗1698 | ↗1710 | ↗1745 | ↗1771 | ↗1780 |
| 2020  | 2021  |       |       |       |       |       |
| ↘1764 | ↘1718 |       |       |       |       |       |

## Состав сельского поселения
Поселение включает 4 населённых пункта:
| № | Населённый пункт | Тип населённого пункта | Население на 2014 год |
| - | ---------------- | ---------------------- | --------------------- |
| 1 | Славное          | село, центр            | ↘914                  |
| 2 | Котовское        | село                   | ↘499                  |
| 3 | Рылеевка         | село                   | ↘137                  |
| 4 | Стерегущее       | село                   | ↘144                  |

## История
Судя по доступным историческим документам, сельсовет, как Бакальский, был образован в составе Ак-Шеихского района в 1930-х годах, поскольку на 1940 год он уже существовал.
Указом Президиума от 21 августа 1945 года и Бакальский сельсовет был переименован в Славновский сельский совет. С 25 июня 1946 года сельсовет в составе Крымской области РСФСР. 24 декабря 1952 года Максимовский преобразован в Ручьёвский. 26 апреля 1954 года Крымская область была передана из состава РСФСР в состав УССР. На 15 июня 1960 года в составе совета числились населённые пункты:
| - Весёлая Долина - Гусевка - Державино | - Казачье - Козловка - Котовское | - Лапино - Миражное - Прохладное | - Пучки - Романовка - Рылеевка | - Славное - Смольное - Стерегущее |

Указом Президиума Верховного Совета УССР «Об укрупнении сельских районов Крымской области», от 30 декабря 1962 года Раздольненский район упразднили и совет присоединили к Черноморскому. 1 января 1965 года, указом Президиума ВС УССР «О внесении изменений в административное районирование УССР — по Крымской области», был восстановлен Раздольненский район и сельсовет вновь в его составе. К 1968 году Миражное присоединили к Котовскому, а Романовку к Славному; Весёлая Долина, Гусевка, Казачье, Козловка, Лапино, Прохладное, Пучки и Смольное были ликвидированы, к 1977 году упразднено Державино.
С 12 февраля 1991 года сельсовет в восстановленной Крымской АССР, 26 февраля 1992 года переименованной в Автономную Республику Крым. По Всеукраинской переписи 2001 года население совета составило 2419 человека. С 21 марта 2014 года в составе Крыма аннексировано Россией. Законом «Об установлении границ муниципальных образований и статусе муниципальных образований в Республике Крым» от 4 июня 2014 года территория административной единицы была объявлена муниципальным образованием со статусом сельского поселения.